# Luigi Bardi
Luigi Bardi, de son nom complet Luigi Aloisio Bardi, né et mort à une date inconnue, est un peintre, lithographe et dessinateur néoclassique italien du XIXe siècle actif à Florence à partir de 1814. Il était aussi éditeur et imprimeur, et a notamment publié l'Imperiale e reale Galleria Pitti illustrata, un ouvrage artistique sur la Galerie Palatine.

## Biographie
Luigi Bardi naît probablement à Florence. Il devient lithographe et dessinateur, en plus d'avoir une imprimerie à Florence, où il est aussi commerçant d'ouvrages littéraires. Il était aussi associé avec les frères Rocca, d'autres imprimeurs florentins. Avec Colnaghi, il sert d'intermédiaire pour l'achat de la collection du graveur Raphael Morghen. Il publie l'Imperiale e reale Galleria Pitti illustrata entre 1837 et 1842. Il pratiquait aussi la peinture.

## Œuvres
Liste non exhaustive de ses œuvres :
- San Giovanni Battista, 1850, collection privée[4].